# 1999년 FIFA 여자 월드컵 예선
이 문서는 1999년 FIFA 여자 월드컵의 지역 예선에 관한 문서이다.

## 예선 그룹

### 남미 축구 연맹(CONMEBOL)
- 브라질(우승 팀) 본선 직행.
- 아르헨티나(준우승 팀)는 북중미카리브 지역(CONCACAF) 팀과의 대륙간 플레이오프에 진출.

### 북중미카리브 축구 연맹(CONCACAF)
- 미국은 개최국 자격으로 자동으로 본선 진출.
- 캐나다(우승 팀) 본선 직행.
- 멕시코(준우승 팀)는 남미 지역(CONMEBOL) 팀과의 대륙간 플레이오프에 진출.

### 아시아 축구 연맹(AFC)
- 중화인민공화국(우승 팀),  조선민주주의인민공화국(준우승 팀),  일본(3위 팀) 본선 진출.

### 아프리카 축구 연맹(CAF)
- 나이지리아(우승 팀),  가나(준우승 팀) 본선 진출.

### 오세아니아 축구 연맹(OFC)
- 오스트레일리아(우승 팀) 본선 진출.

### 유럽 축구 연맹(UEFA)
- 스웨덴(1조 1위 팀),  이탈리아(2조 1위 팀),  노르웨이(3조 1위 팀),  덴마크(4조 1위 팀) 본선 직행.
- 독일,  러시아는 플레이오프를 통해 본선 진출.

## CONCACAF-CONMEBOL 대륙간 플레이오프
대륙간 플레이오프는 북중미카리브 지역 2위 팀과 남미 지역 2위 팀이 맞붙게 된다.
| 팀 1   | 합계  | 팀 2       | 1차전 | 2차전 |
| ------ | ----- | ---------- | ----- | ----- |
| 멕시코 | 6 - 3 | 아르헨티나 | 3 - 1 | 3 - 2 |

| 멕시코 | 3 : 1 | 아르헨티나 |
| ------ | ----- | ---------- |
|        |       |            |

| 아르헨티나 | 2 : 3 | 멕시코 |
| ---------- | ----- | ------ |
|            |       |        |

 멕시코가 합계 6 : 3으로 본선 진출.

## 본선 진출국
| 팀                     | 본선 진출 경로                               | 본선 진출 횟수 | 연속 진출 횟수 | 마지막 진출 | 역대 최고 성적         |
| ---------------------- | -------------------------------------------- | -------------- | -------------- | ----------- | ---------------------- |
| 가나                   | 1998년 아프리카 여자 축구 선수권 대회 준우승 | 1회            | 1회            | 첫 출전     | 첫 출전                |
| 나이지리아             | 1998년 아프리카 여자 축구 선수권 대회 우승   | 3회            | 3회            | 1995        | 조별 리그 (1991, 1995) |
| 노르웨이               | 유럽 지역 예선 3조 1위                       | 3회            | 3회            | 1995        | 우승 (1995)            |
| 덴마크                 | 유럽 지역 예선 4조 1위                       | 3회            | 3회            | 1995        | 8강 (1991, 1995)       |
| 독일                   | 유럽 지역 예선 플레이오프 승자               | 3회            | 3회            | 1995        | 준우승 (1995)          |
| 러시아                 | 유럽 지역 예선 플레이오프 승자               | 1회            | 1회            | 첫 출전     | 첫 출전                |
| 멕시코                 | CONCACAF-CONMEBOL 대륙간 플레이오프 승자     | 1회            | 1회            | 첫 출전     | 첫 출전                |
| 미국                   | 개최국                                       | 3회            | 3회            | 1995        | 우승 (1991)            |
| 브라질                 | 1998년 남미 여자 축구 선수권 대회 우승       | 3회            | 3회            | 1995        | 조별 리그 (1991, 1995) |
| 스웨덴                 | 유럽 지역 예선 1조 1위                       | 3회            | 3회            | 1995        | 3위 (1991)             |
| 오스트레일리아         | 1998년 OFC 여자 축구 선수권 대회 우승        | 2회            | 2회            | 1995        | 조별 리그 (1995)       |
| 이탈리아               | 유럽 지역 예선 2조 1위                       | 2회            | 1회            | 1991        | 8강 (1991)             |
| 일본                   | 1997년 AFC 여자 축구 선수권 대회 3위         | 3회            | 3회            | 1995        | 8강 (1995)             |
| 조선민주주의인민공화국 | 1997년 AFC 여자 축구 선수권 대회 준우승      | 1회            | 1회            | 첫 출전     | 첫 출전                |
| 중화인민공화국         | 1997년 AFC 여자 축구 선수권 대회 우승        | 3회            | 3회            | 1995        | 4위 (1995)             |
| 캐나다                 | 1998년 CONCACAF 여자 축구 선수권 대회 우승   | 2회            | 2회            | 1995        | 조별 리그 (1995)       |